# Liste der Klassischen Philologen an der Otto-Friedrich-Universität Bamberg
Die Liste der Klassischen Philologen an der Otto-Friedrich-Universität Bamberg zählt Vertreter dieses Faches auf, die an der Universität Bamberg seit der Gründung der Universität als Gesamthochschule (1972) gelehrt und geforscht haben und noch wirken. 

## Geschichte
Die Klassische Philologie ist seit 2009 zusammen mit der Philosophie im "Institut für Klassische Philologie und Philosophie" angesiedelt und derzeit mit zwei Lehrstühlen vertreten (Gräzistik und Latinistik).

## Liste der Klassischen Philologen
Angegeben ist in der ersten Spalte der Name der Person und ihre Lebensdaten, in der zweiten Spalte wird der Eintritt in die Universität angegeben, in der dritten Spalte das Ausscheiden. Spalte vier nennt die höchste an der Universität Bamberg erreichte Position. An anderen Universitäten kann der entsprechende Dozent eine noch weitergehende wissenschaftliche Karriere gemacht haben. Die nächste Spalte nennt Besonderheiten, den Werdegang oder andere Angaben in Bezug auf die Universität oder das Seminar. In der letzten Spalte stehen Bilder der Dozenten, was jedoch derzeit aufgrund der Bildrechte schwer ist. Die Liste erhebt keinen Anspruch auf Vollständigkeit. 
| Wissenschaftler             | von                     | bis  | Funktionen       | Bemerkungen | Bild |
| --------------------------- | ----------------------- | ---- | ---------------- | --- | ---- |
| Rudolf Rieks (1937–2024)    | 1978                    | 2002 | Ordinarius       | römische Literatur und ihre Rezeption |      |
| Werner Taegert (* 1950)     | 1980–1981 und seit 1994 |      | Honorarprofessor | seit 2005 Honorarprofessor für das Fachgebiet „Lateinische Literatur der Spätantike und der Frühen Neuzeit“                                               |      |
| Klaus Döring (* 1938)       | 1981                    | 2003 | Ordinarius       | antike Philosophie und ihre Rezeption |      |
| Günter Wojaczek (1932–1997) | 1993                    | 1997 | Honorarprofessor | zunächst Lehrbeauftragter für Didaktik der Lateinischen Sprache und Literatur, ab 1995 Honorarprofessor; Bukolik, Figurengedichte, Theokrit, Fachdidaktik |      |
| Thomas Baier (* 1967)       | 2002                    | 2008 | Ordinarius       | römische Literatur |      |
| Sabine Föllinger (* 1963)   | 2003                    | 2011 | Ordinaria        | frühe griechische Literatur, antike Philosophie und Naturwissenschaft und deren Rezeption.                                                                |      |
| Jens Holzhausen (* 1963)    | seit 2008               |      | Extraordinarius  | zunächst Privatdozent; griechische Tragödie, Platonismus, Gnosis und Hermetik sowie frühes Christentum                                                    |      |
| Markus Schauer (* 1967)     | seit 2009               |      | Ordinarius       | Nachfolger Baiers |      |
| Sabine Vogt (* 1970)        | seit 2012               |      | Ordinaria        | Nachfolgerin Föllingers |      |